# Neanderthal (album)
Neanderthal er det andet studiealbum af det danske band Spleen United.

## Spor
Disk I
1. Suburbia (4:27)
2. My Tribe (3:57)
3. Failure 1977 (4:17)
4. Heat (6:47)
5. Everybody Wants Revenge (4:07)
6. Dominator (3:56)
7. 66 (5:35)
8. High Rise (3:10)
9. My Tribe Part II (2:34)
10. Under the Sun (7:12)
11. My Jungle Heart (5:54)

Disk II
(Live fra MTV Spanking New Music Tour)
1. Suburbia (5:03)
2. She Falls in Love with Machines
3. Dominator
4. My Jungle Heart (6:45)
5. My Tribe (4:36)

My Tribe
- 6. My Tribe (Video) (4:11)
- 7. My Tribe (Making The Video) (3:54)